# Boyacá (municipi)
Boyacá és un municipi colombià a la província de Márquez, en el departament de Boyacá. Segons el cens de 2018, té una població de 5.089 habitants. És a uns 15 km de la ciutat de Tunja, capital del departament.
El nom “Boyacá” és d'origen chibcha. Boica significa “tancat del cacic” o “regió de mantes”; boy significa “manta” i ca, “tancat, fortalesa o mansió del Sobirà”.

## Història
La localitat fou fundada per Gonzalo Jiménez de Quesada el 8 d'agost de 1537. Les cròniques de fra Pedro de Aguado i de fra Alonso de Zamora narren que els espanyols arribaren a aquesta regió a la recerca de mines de maragdes en un poblat anomenat "Boica".
En aquella època el zaque Aquimín, cap de Boica, ja s'havia rendit a les hosts dels espanyols i va abraçar la religió catòlica el 1540, any en el qual es pretenia casar amb la filla del cacic de Gámeza. Boica va intentar rebel·lar-se contra els peninsulars, però el seu intent no reeixí quan Hernán Pérez de Quesada va ordenar degollar en Tunja al zaque, al cacic i a altres sis indígenes més.

## Geografia
Es troba a la Cordillera Oriental, al centre del departament de Boyacá, molt pròxim a la capital, Tunja. El clima predominant és fred. Limita pel nord amb Tunja i Soracá; pel sud amb Nuevo Colón, Jenesano i Ramiriquí; per l'orient, amb Ramiriquí, i per l'occident amb Tunja i Ventaquemada. Té una extensió total de 48 km². La seva capçalera municipal es troba a 2.420 Metres sobre el nivell del mar. La temperatura mitjana en la zona és de 15 °C.

## Ecologia
Fa uns 60 o 80 anys tenia encara bosc; la regió estava coberta per bosc primari, que ha anat desapareixent. Té tres unitats estructurals de vegetació: subpáramo antrópíc intervingut, bosc secundari, rostolls i bosc introduït.

## Economia
La seva economia es basa en l'agricultura i la ramaderia. Predominen els cultius transitoris de blat de moro, patates, fesols, fava, arracacha, ceba cabezona, pèsols, cigrons pastanagues. Però també hi ha cultius perennes com a pomes, curuba, pera, préssec, uchuva, lulo, pruna, tomàquet d'arbre i mora. Els principals cultius es conviuen entre perennes i transitoris, els primers amb període vegetatiu que van de tres mesos a un any.
Produeix unes 4800 tones de patates a l'any, de les quals comercialitza el 70 % en Tunja, el 15% en Ramiriquí, el 10% a Bogotà i un 5% en diferents mercats nacionals com Bucaramanga i Sogamoso.
La major producció del cultiu de papa el generen els corriols de Huerta Grande, Huerta Chica i Soconsaques.
L’arracacha (Arracacia xanthorrhiza) és la segona producció en extensió i quantitat de producte. La producció anual assoleix les 1.500 tones en mitjana. La comercialització d'aquest producte és semblant a la comercialització de la patata. I en altres cultius com a pastanaga, fruites, verdures i uns altres s'estima un total de 1.700 tones.
Un altre dels cultius fonamentals en l'economia pagesa és el fique. D'aquest es deriven algunes artesanies, especialment les relacionades amb les espardenyes de fique, de les quals fa alguns anys les famílies en feien la seva font de subsistència.

## Galeria

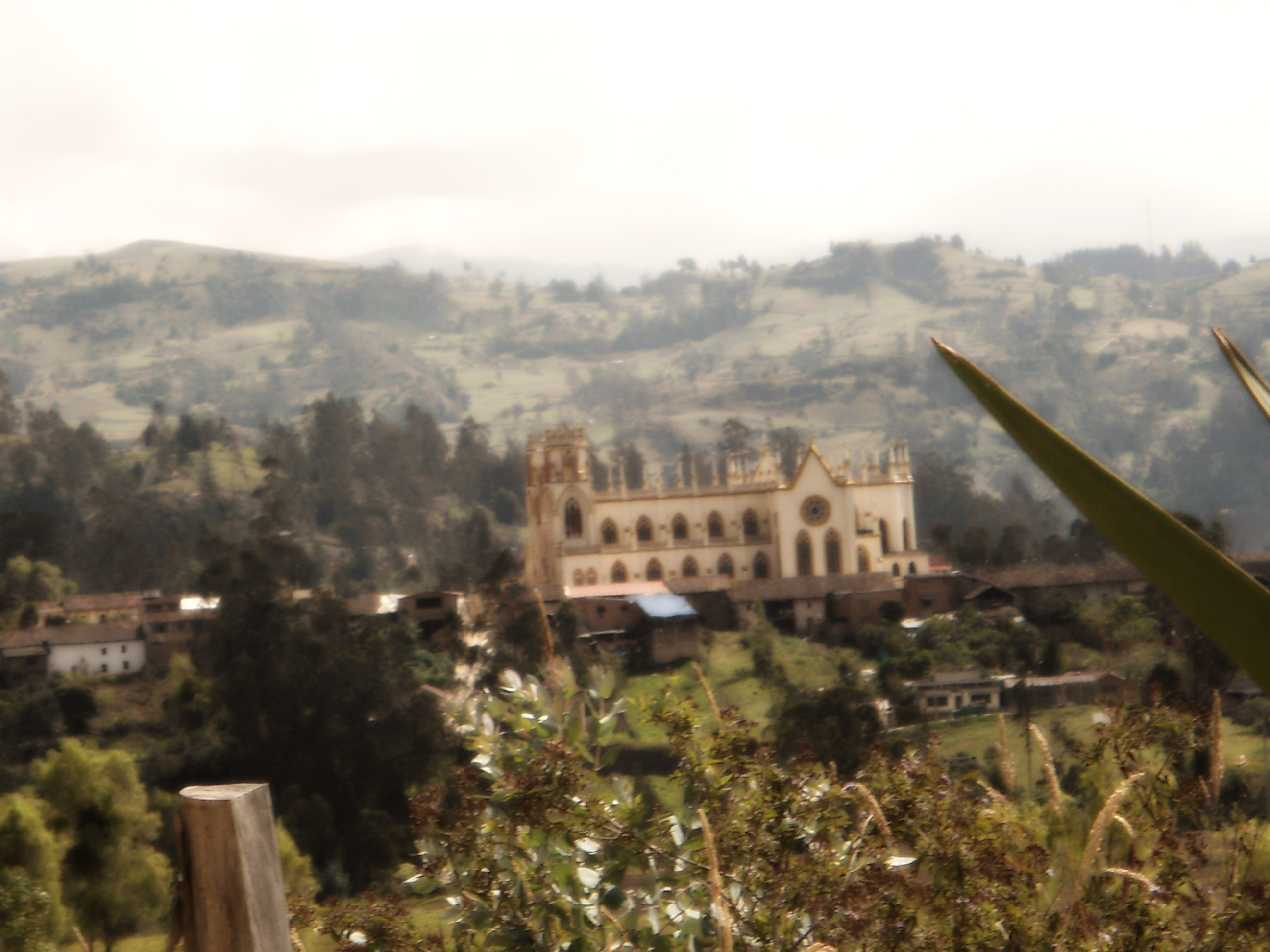
Vista des de lluny de l'església
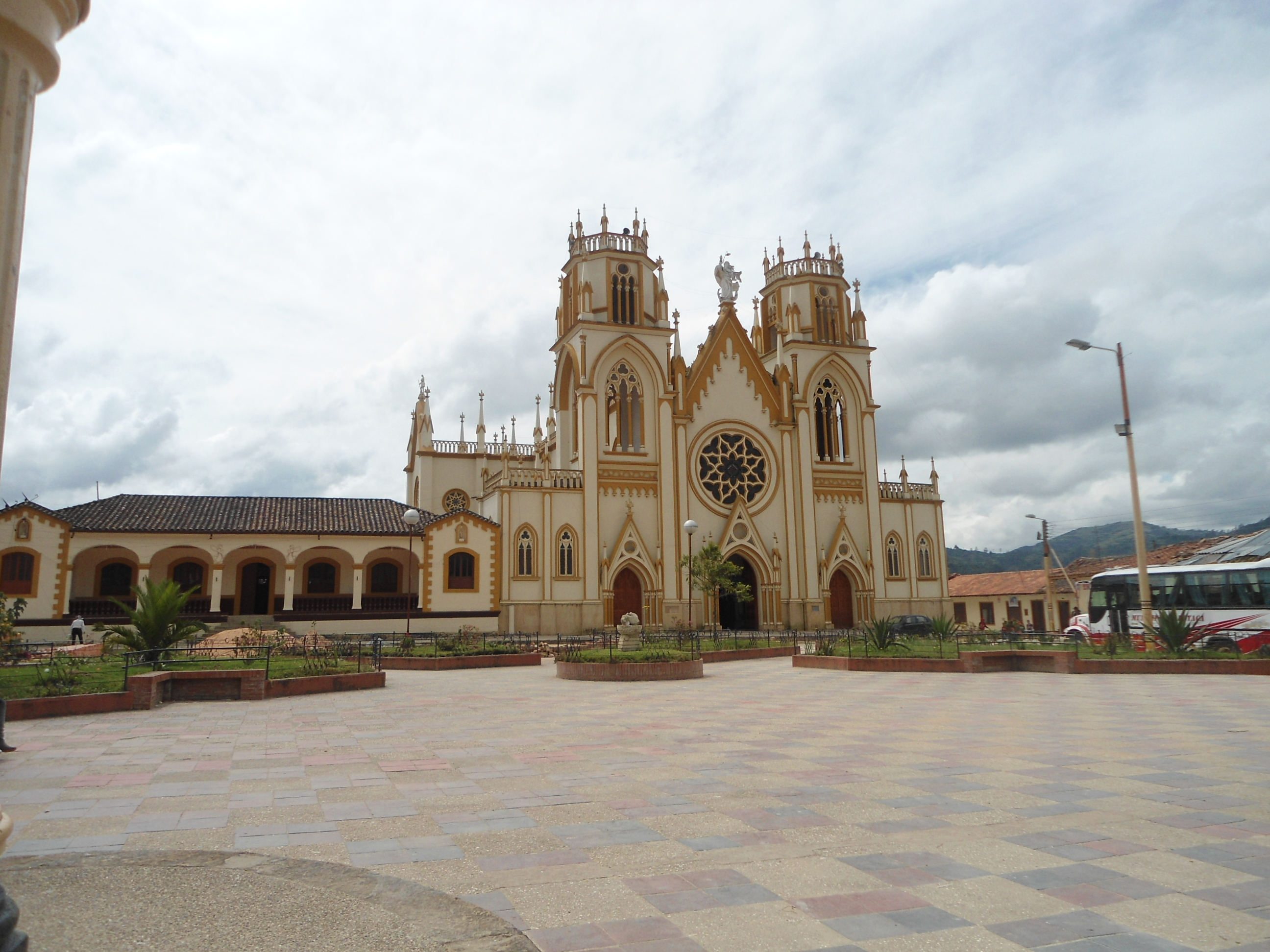
Església i parc
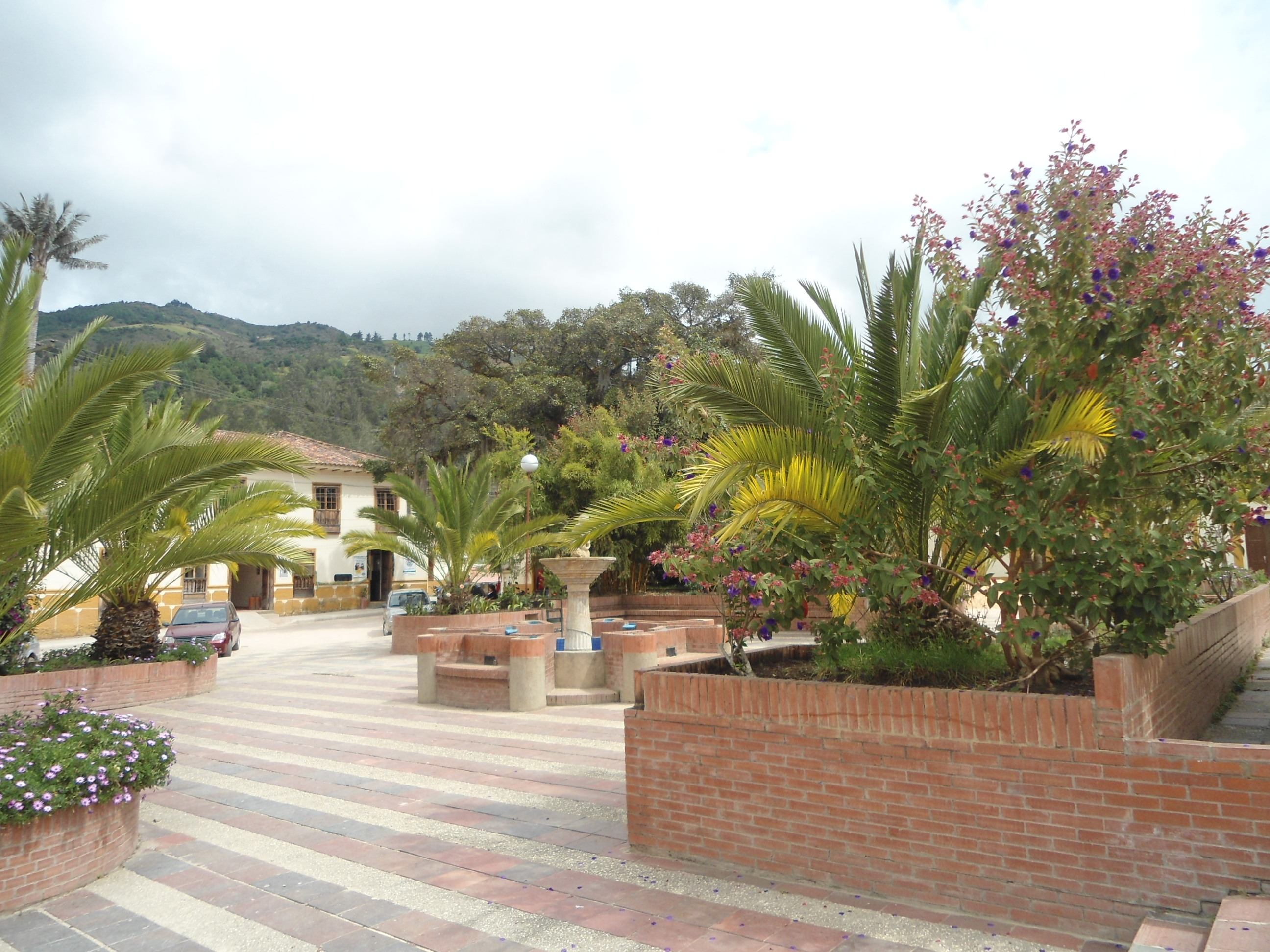
Parc
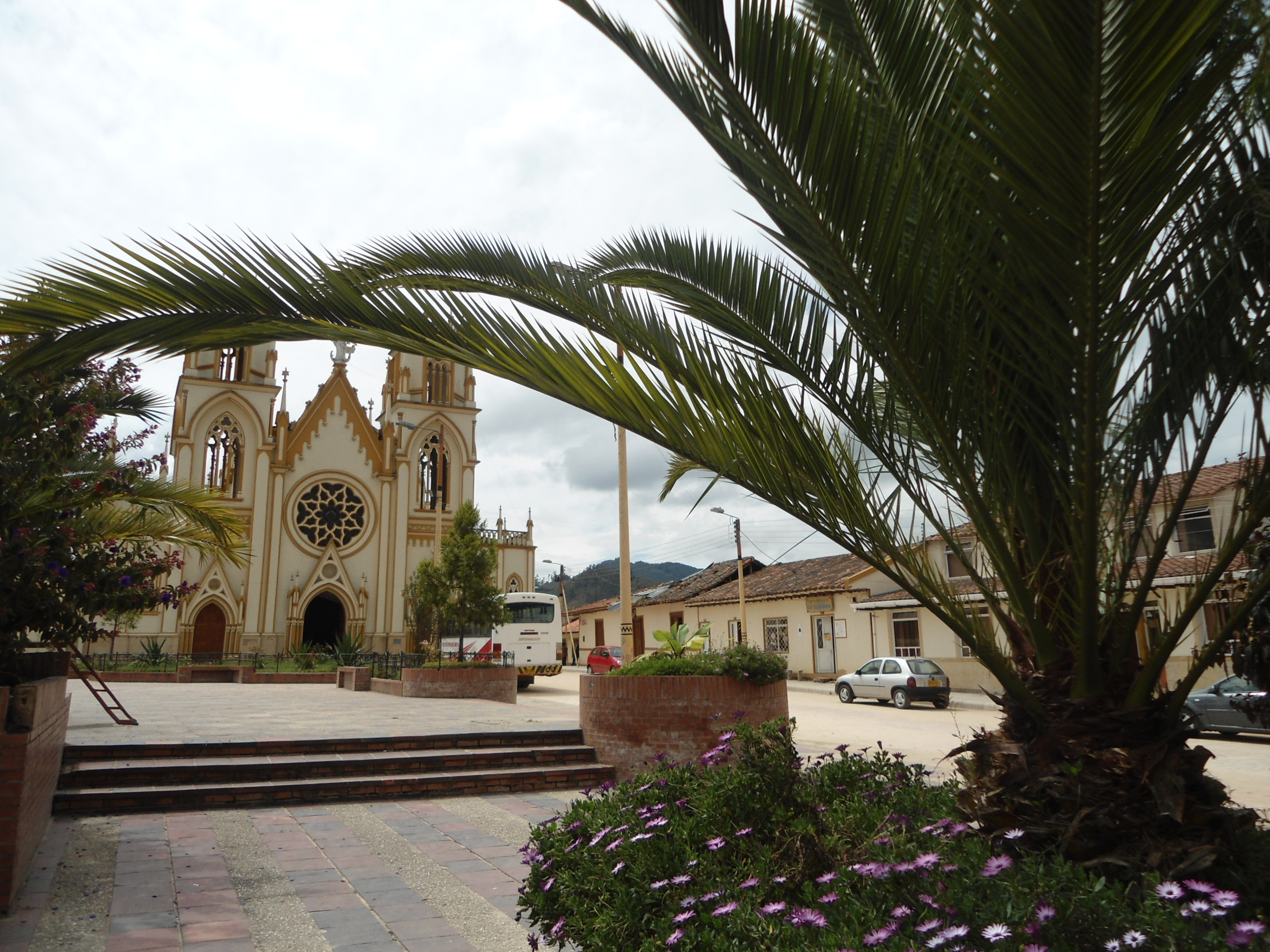
Església i parc principal
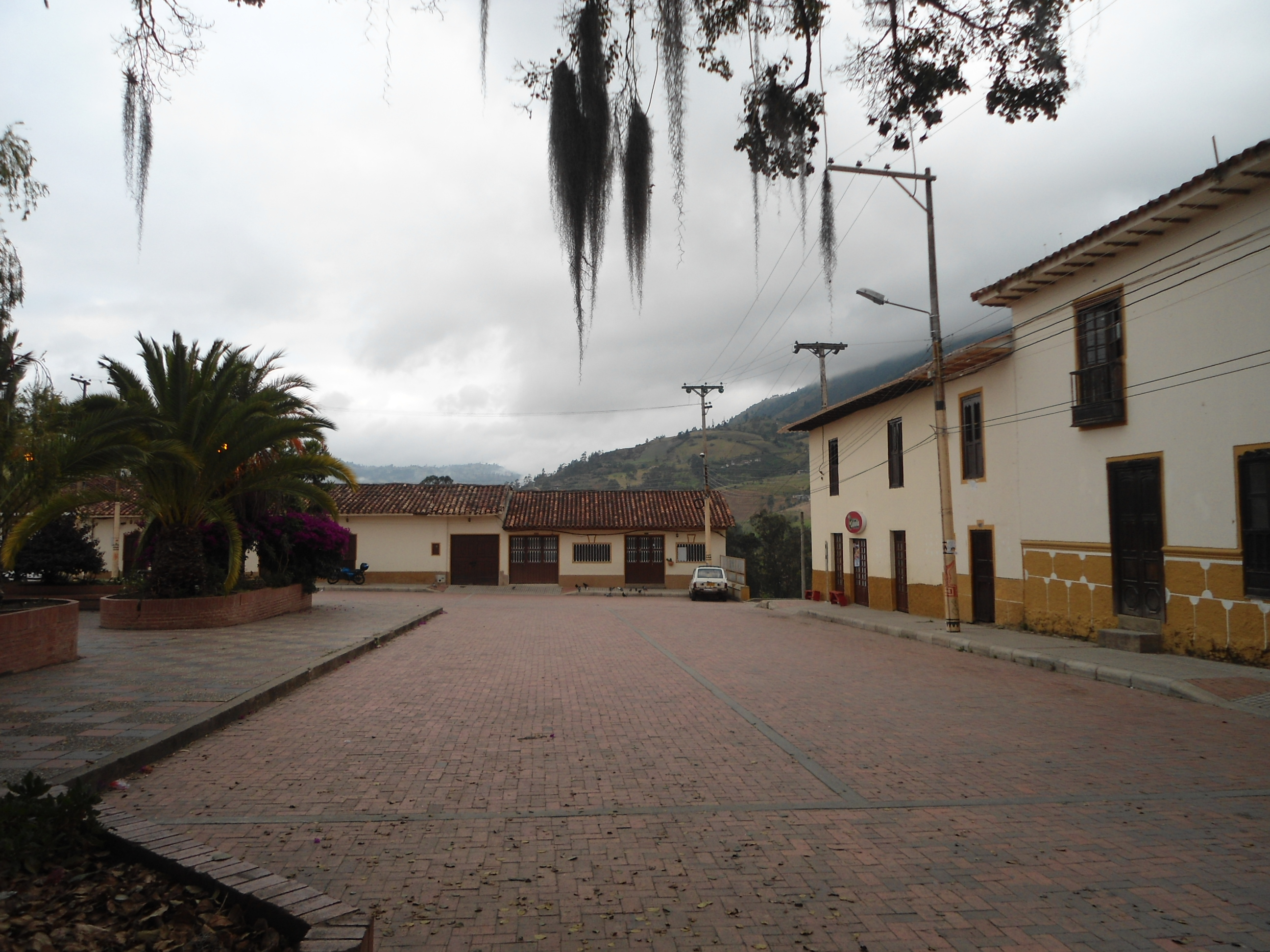
Carrer